# John F. Kennedy jr.
John Fitzgerald Kennedy jr., ook wel bekend onder de namen JFK Jr., John Jr. of John-John, (Washington D.C., 25 november 1960 — Atlantische Oceaan bij Martha's Vineyard (Massachusetts), 16 juli 1999) was een Amerikaans advocaat, journalist en uitgever. Hij was de zoon van president John F. Kennedy en Jacqueline Lee Bouvier. John F. Kennedy jr. stierf samen met zijn vrouw Carolyn Bessette en haar zuster Lauren in een vliegtuigongeval.

## Levensloop

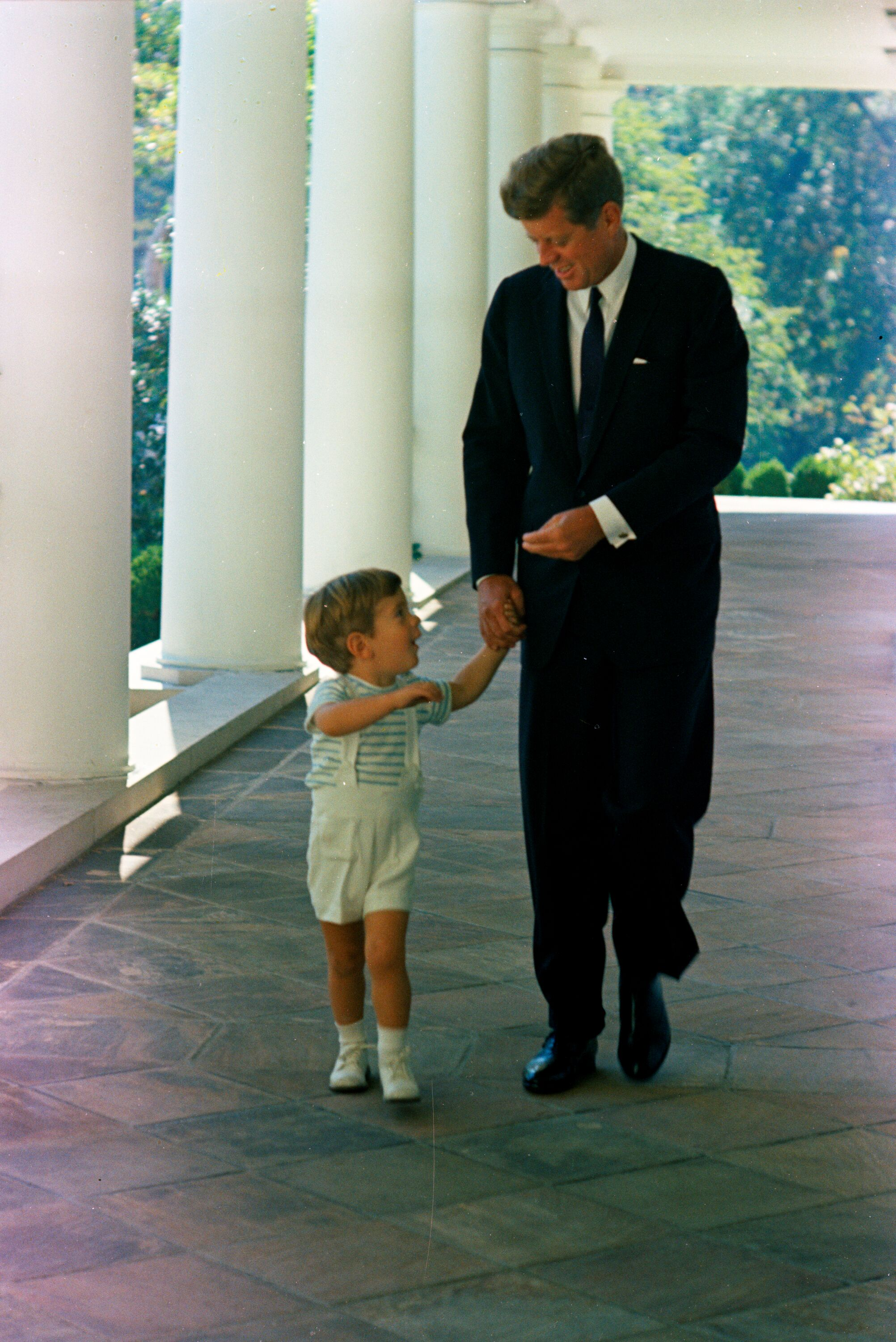
John jr. met zijn vader John F. Kennedy (1963)

## Jonge leven
Hij werd geboren zeventien dagen nadat zijn vader tot president was verkozen en stond sinds zijn kindertijd in de schijnwerpers. Zijn eerste drie levensjaren bracht hij voornamelijk door in het Witte Huis. Hij kreeg de bijnaam John-John toen een journalist de president verkeerd begreep toen deze zijn zoon riep en daarbij twee keer snel na elkaar "John" zei. Drie dagen voor zijn derde verjaardag werd zijn vader vermoord. Zijn vader werd begraven op John juniors derde verjaardag en het beeld van de groet die hij aan de kist gaf werd beroemd.
De volgende jaren groeide hij op in de Upper East Side in Manhattan. Als jongen werd hij nog vaak gefotografeerd en werd hij nog steeds John-John genoemd, maar niet door zijn eigen familie. Robert F. Kennedy werd een vaderfiguur voor de jongen en zijn zus Caroline. Dit leidde tot spanningen met zijn eigen gezin, dat vond dat ze verwaarloosd werden en dat Robert veel te veel tijd met Jackie en de kinderen doorbracht. In 1968 werd ook Robert vermoord. Enkele maanden later trouwde Johns moeder met de Griekse scheepsmagnaat Aristoteles Onassis.

## Opleiding en carrière
Kennedy jr. ging eerst naar The Collegiate School in New York en ging vervolgens naar de Phillips Academy in Andover, Massachusetts. Aan de Brown-universiteit haalde hij een graad in de geschiedenis en was hij lid van de studentenclub Phi Kappa Psi. In 1989 haalde hij een doctoraat in de rechten.
Hij hield een toespraak op de Democratische verkiezing van een presidentskandidaat in 1988 in Atlanta. Tussen 1989 en 1993 was hij assistent van de officier van justitie in New York. In 1995 startte hij het tijdschrift George, een maandblad  over politiek als levensstijl waarbij hij soms over zijn eigen familieleden schreef. Het tijdschrift hield kort na zijn dood op te bestaan.

## Huwelijk
Vanaf het begin van de jaren tachtig tot zijn dood in 1999 was Kennedy een veel geziene en gefotografeerde persoon in Manhattan. Hij had een relatie met Madonna, Sarah Jessica Parker, Cindy Crawford en Daryl Hannah. Ook had hij naar verluidt een korte affaire met prinses Diana. Op 21 september 1996 trouwde hij met Carolyn Bessette op Cumberland Island in Georgia.

## Dood
Op 16 juli 1999 kwam Kennedy jr. op 38-jarige leeftijd om het leven samen met zijn vrouw en zijn schoonzuster, Lauren Bessette, toen het vliegtuig dat hij bestuurde (een Piper Saratoga), neerstortte. Het vliegtuig belandde in de Atlantische Oceaan op weg van Essex County Airport in New Jersey naar Martha's Vineyard waar ze een vakantiehuis hadden. Ze waren op weg naar de bruiloft van zijn nicht Rory Kennedy. Lauren zouden ze eerst afgezet hebben in Martha’s Vineyard.
Kennedy was een relatief onervaren piloot, hij had 310 uur vliegervaring waaronder 55 uur nachtvliegen en 36 uur in de Piper Saratoga. Hij had ongeveer de helft van de instrumentencursus af, maar was niet gekwalificeerd om te vliegen in weersomstandigheden met slecht zicht, wat de bewuste avond het geval was. Er werden geen bewijzen gevonden dat er boordapparaten slecht functioneerden. De waarschijnlijke oorzaak was dat Kennedy de controle over de besturing verloor. Als een piloot de horizon niet meer ziet, kan hij gedesoriënteerd raken en zelfs denken dat het vliegtuig draait terwijl dat niet zo is. Er is veel training nodig om te vliegen bij slechte weersomstandigheden.
Kyle Bailey, een piloot die de laatste was die Kennedy levend zag, zei later dat hij zijn eigen vlucht naar Martha's Vineyard had geannuleerd vanwege de weersomstandigheden. Kennedy had de reis al verschillende keren gemaakt, maar kon het nooit klaarspelen zonder instructeur aan boord. Zijn vluchtinstructeur had aangeboden om mee te gaan op de fatale reis, maar Kennedy antwoordde dat hij het alleen wilde doen. De instructeur "voelde zich er ongemakkelijk bij maar drong niet verder aan", zei hij later.
Tijdens de begrafenis op 23 juli 1999 zei zijn oom, senator Ted Kennedy, het volgende: 

"We durfden te denken dat deze John Kennedy lang genoeg zou leven om grijze haren te kammen, samen met zijn geliefde Carolyn aan zijn zijde. Maar net zoals zijn vader, had hij elk geschenk behalve lange jaren." 

President Bill Clinton ging naar de begrafenis en liet de vlag van het Witte Huis halfstok hangen. De familie Kennedy betaalde een grote schadesom aan de familie Bessette om een mogelijk proces te vermijden.